# Elektrik Kezy Mezy
Elektrik Kezy Mezy (EKM) ist ein 2008 gegründetes Garage-Beat-Duo aus München in Anlehnung an den Musikstil der 1960er Jahre.

## Geschichte
Frank Feiler, der sich in dieser Formation „Frank Kezy“ nennt, und Amadeus Böhm, hier unter dem Pseudonym „Amadeus Mezy“ aktiv, gründeten das Duo bereits ein Jahr vor der endgültigen Auflösung von Five! Fast!! Hits!!!. Elektrik vor den Musikerpseudonymen im Bandnamen bezieht sich auf die Verwendung einer elektrischen Gitarre.
Die Einspieldauer für das erste Album betrug neun Stunden. Nachdem dieses im Jahr nach der Gründung mit dem Titel ElektriCity erschienen war, wurde die Fachpresse auf die Band aufmerksam. So bewertete das Musikmagazin Visions den Stil der beiden wie folgt:

„Geboten werden feine 60s-Melodien, ein souveräner Garagen-Beat und ausgesprochen charmanter Gesang. Mal schluchzend zum Steinerweichen, dann wieder heiser krächzend oder knödelig röhrend – die Stimmen von Amadeus Mezy und Frank Kezy haben klar definierte Grenzen, sind innerhalb dieser aber angenehm wandlungsfähig. Die Songs rocken knackig-schmissig nach vorne, die beiden Herren fabrizieren einen Höllenlärm, könnten allerdings auch ruhig mal Mut zur Lücke zeigen. Könnten sie, müssen sie aber nicht.“

Das Musik- und Popkulturmagazin Intro beschrieb die Live-Shows des Duos kurz darauf als ein „schweißtreibendes Erlebnis sondergleichen“. Das Webzine Plattentests.de titelte Elektrik Kezy Mezy als „Oberbayerns Antwort auf die White Stripes“ und attestiert eine abwechslungsreiche musikalische Gestaltung des Albums. Die Münchener Abendzeitung nannte die Zwei-Mann-Formation seinerzeit die „momentan heißeste Band der Stadt“. Es folgten unter anderem Auftritte als Vorband von The Kills, Bonaparte, Black Lips, Little Barrie, Baskery, Alabama Shakes und The Robocop Kraus. Öffentlichkeitsarbeit und Marketing für die Band wurden 2012 von der Initiative Musik unterstützt.
Im Februar 2012 kehrte die Band zurück ins Studio, um ihr zweites Album aufzunehmen. Simple Pleasures erschien am 10. Mai 2013. Die Release-Party wurde im März im Münchner Tanzclub Atomic Café veranstaltet. afk M94.5 empfahl das Album in der 19. Kalenderwoche als „Plattentipp der Woche“. Acousticshock merkte an: „Es bedarf weder 2 Gitarren, noch einem Bass, um ‚voll‘ zu klingen. Diesen Beweis führen Elektrik Kezy Mezy mit Simple Pleasures erneut an.“ Das alternative Webzine Terrorverlag.de rezensierte: „Solides Handwerk, das die Vorbilder nicht scheuen muss.“ Ende 2013 gaben Feiler und Böhm ihr hundertstes Live-Konzert.

## Diskografie
Alben
- 2009: ElektriCity (Flowerstreet Records)
- 2013: Simple Pleasures (Flowerstreet Records)

Samplerbeiträge
- 2009: Acting in Affection zu Münchensampler 8 (Kultzone)
- 2010: Birthdaytime zu You Were Born. And So You're Free. So Happy Birthday (Red Can Records)
- 2013: This Is How zu Compilation #109  (Ox-Fanzine)

## Filmmusik
Im Kinofilm Abschussfahrt (2015; Regie: Tim Trachte) wie auch auf dem zugehörigen Soundtrack (Embassy of Music) ist Elektrik Kezy Mezy mit dem Titel Friends zu hören.